# إيالة بودوليا
إيالة بودوليا (بالتركية العثمانية: ایالتِ كامانىچه، المُعربة: Eyalet-i Kamaniçe)، كانت إحدى إيالات الدولة العثمانية. عاصمتها مدينة كامينيتس بودولسكي.

## تاريخ
في عام 1672، استولى الجيش العثماني بقيادة السلطان محمد الرابع على مدينة كامينيتس بعد حصار قصير. وقد أكّد اتفاق بوخاتش السيطرة العثمانية على المدينة، التي أصبحت مركزًا لإيالة جديدة. لكن البرلمان البولندي (الدييت) رفض الاتفاق، فاندلع القتال من جديد.
لم تنجح الحملة البولندية، وأدى صلح زورافنو عام 1676 إلى إبقاء بودوليا ضمن الحدود العثمانية. ومع ذلك، اندلعت حرب جديدة بين بولندا والعثمانيين في عام 1683. وخلال السنوات الـ16 التالية، كانت السيطرة العثمانية على بودوليا محصورة عمليًا في قلعة كامينيتس المحاصرة، التي كانت تحوي حامية مكونة من نحو 6,000 جندي. أما الحاميات الأخرى في بودوليا مثل بار، وميجبيج، ويزلويتس، وتشورتكيف، فلم تكن تضم أكثر من 100 جندي لكل منها.
وبحسب الميزانية الإدارية العثمانية لعام 1681، فقد كان يُنفق حوالي 13 مليون آقجه سنويًا في الإيالة، ومعظم هذا المبلغ كان يُخصص لرواتب الجنود. ولم يُجمع من بودوليا نفسها سوى أقل من 3% من هذا المبلغ، بينما كانت الخزينة المركزية في إسطنبول تُغطي الباقي. وفي العام نفسه، عيّن بطريرك القسطنطينية المطران الأرثوذكسي لمدينة كامينيتس، وكان يُدعى بانكراتيوس.
وفي عام 1699، أعيدت قلعة كامينيتس إلى بولندا بموجب معاهدة كارلوفيتس.

## الولاة
خلال 27 عامًا من الحكم العثماني، تولى إدارة منطقة بودوليا تسعة من الباشوات العثمانيين:
1. حليل الكوستانديلي (1672–1676؛ 1677–1680)
2. إبراهيم الأرناؤوطي (1676–1677)
3. أحمد الدفتردار (1680–1682)
4. عبد الرحمن الأرناؤوطي (1682–1684)
5. محمود التوكاتلي (1684)
6. مصطفى البُزُوكلي (1685–1686)
7. حسين البوشناق الأصفر (1686–1688)
8. أحمد ييكن (1688–1689)
9. مصطفى القهرمان (1689–1699)